# 金根
金根（朝鲜语：／，1903年1月—1937年12月3日），原名金光珍（朝鲜语：／），又名金弦（朝鲜语：／），朝鲜族，原籍朝鲜咸镜北道庆兴郡，1908年迁居清吉林省和龍，早年从事教育工作，1930年加入中国共产党，1934年后历任密山游击队参谋长、东北抗日同盟军第四军参谋处长、东北抗日联军第八军第一师政治部主任、第八军第三师政治部主任，1937年被叛徒杀害，2020年9月入选著名抗日英烈、英雄群体名录:578。

## 早年生涯
1903年1月，金根出生于朝鲜咸镜北道庆兴郡雄基邑的一个农民家庭，5岁时随父母迁往清吉林省和龍上川坪（今龙井市光昭村）。1915年，他从光霁峪小学毕业后，考入延吉道立中学，1918年转学至吉林工业学校，1921年毕业。1922年，他考入國立東南大學，但一年后因经济问题被迫缀学回家。后在上川坪加入高丽共产党组织的反帝爱国团体青年会。:96
1924年至1927年，金根先后在和龙县北樟洞小学、杰满洞小学、大扇洞小学任校长，向青少年和青年农民传授抗日爱国的思想。他还在家里开办了农民夜校，编印《劳农读本》，对青年农民进行文化科学知识和思想教育。1928年，他调到龙井大成中学教汉语和英语，并以此为掩护进行革命运动。他与七名青年人一起成立了“铁血团”，后与中共宁安县委取得了联系。:97

## 抗日游击队时期
1930年6月，金根加入中国共产党。由于患上风湿病，他前往汪清县罗子沟治病，期间组建了一支30多人的抗日队伍。不过队伍在训练期间被发现，他不得以临时解散了队伍。九一八事变后，他在原有几名队员的基础上在宁安县组织反日会、儿童团。1932年6月，他组建了一个23人的“北满工农义勇队”，在宁安、穆棱、汪清等县为民除害。此后，他带领北满工农义勇队与李延禄的“救国游击军”在宁安八道河子、汪清县百草沟联合作战，并击退了讨伐马家大屯抗日游击根据地的日伪军。1933年初，北满工农义勇队改编为救国游击军军部直属连。:98-99:154-155
1933年初，金根和李延平带领先遣小分队前往密山，与那里的原救国军补充一团会合。在密山，金根与潜伏在伪军的金伯万配合夺取到枪支。依靠这些枪支，1934年3月20日成立了一个34人的“密山反日游击队”。张宝山（不久后逃走）任队长，金伯万任副队长，金根负责政治工作。1934年春，密山反日游击队根据中共密山县委的决定与当地其它游击队成立了联合指挥部，朱守一任总指挥，金根任参谋长。:99:154-155

## 抗日联军时期
1934年9月25日，密山县委扩大会议决定将密山游击队与人民抗日革命军合并成立抗日同盟军，李延禄任总司令。同年10月，东北抗日同盟军第四军正式成立，金根任参谋处长。1935年3月，金根开始代理四军二团团长工作。他与军政治部主任何忠国率领二团和三团先后在依兰县和勃利县袭击日伪军，成功缴获枪支和物质。:100:155-156
1936年9月，东北抗日联军第八军成立。由于八军队伍成员背景复杂，纪律涣散，不少军官还吸大烟，金根被调往八军一师任政治部主任，整顿队伍。金根与秦秀权师长一起带领八军一师先后在勃利县和依兰县袭击日伪军，并挫败前来“劝降”的“治安工作班”。1937年3月20日，抗联八军与三、五、九军联合攻打依兰县。八军一师在此次战斗中击毙日军220余人，缴获步枪、轻机枪、迫击炮等140余个，获得成立以来的最大胜利。:101
1937年5月，金根被调任抗联八军三师任政治部主任。期间，他配合其它东北联军部队开展了破坏日军“归屯并户”的斗争。同年底，日军派三个师团和四个伪军旅大规模讨伐抗日联军。战斗中，抗日联军伤亡惨重，八军的情况更糟。八军领导人对战斗失去信心，军心出现动摇，内部出现许多叛徒。同年12月3日，八军三师两名叛徒持枪闯入金根住处威胁他投降，但他不肯，最终被杀害，时年34岁。:102

## 纪念
- 黑龙江省双鸭山市集贤县七星峰金根牺牲处建有金根纪念碑[9][10]。